# Pseudacrodonta nigrospinosa
Pseudacrodonta nigrospinosa är en insektsart som först beskrevs av Bolívar, I. 1900.  Pseudacrodonta nigrospinosa ingår i släktet Pseudacrodonta och familjen vårtbitare. Inga underarter finns listade i Catalogue of Life.